# Archidiecezja Taranto
Archidiecezja Taranto – diecezja rzymskokatolicka we Włoszech. Powstała w roku 600. W 1000 podniesiona do rangi archidiecezji metropolitarnej.

## Lista ordynariuszy diecezjalnych
- Bertrand de Castronovo (de Chateauneuf) (1348 -  1349)

:...
- Pierre Amelli, O.S.A. (1386 -  1387)

:...
- Alamanno Adimari (1401 -  1406)

:...
- Rinaldo Brancaccio (1412 - 1420)
- Giovanni Berardi (1421 -  1440)
- Giuliano Cesarini (Sr.) (1440 -  1444)

:...
- Latino Orsini (1472 -  1477)
- Giovanni d'Aragona (1477 - 1485)
- Giovanni Battista Petrucci (Petruzzi) (1485 -  1489)
- Francesco de Perez (1489 - 1491)
- Giovanni Battista Orsini (1490 - 1498)
- Enrico Bruno, O.P. (24 Sep 1498 - 1509)
- Orlando Carretto della Rovere (1509 -  1510)
- Giovanni Maria Poderico (1510 - 1524)
- Francesco Armellini Pantalassi de’ Medici (1525 -  1527)
- Girolamo d'Ippolito, O.P. (1528 - 1528)
- Antonio Sanseverino, O.S.Io.Hieros. (1528 - 1543)
- Francesco Colonna (1544 - 1560)
- Marcantonio Colonna (Sr.) (1560 -  1568)
- Girolamo di Corregio (1569 -  1572)
- Lelio Brancaccio (1574 - 1599)
- Juan de Castro, O.S.B. (1600 -  1601)
- Ottavio Mirto Frangipani (1605 - 1612)
- Bonifazio Caetani (1613 -  1617)
- Antonio d’Aquino (1618 -  1627)
- Francisco Sánchez Villanueva y Vega (1628 -  1630)
- Gil Carrillo de Albornoz (1630 -  1637)
- Tommaso Caracciolo (archbishop), C.R. (1637- 1665)
- Tommaso de Sarria, O.P. (1665 -  1682)
- Francesco Pignatelli (Sr.), C.R. (1683 -  1703)
- Giovanni Battista Stella (1713 - 1725)
- Giovanni Fabrizio de Capua (1727  -  1730)
- Celestino Galiano, O.S.B. (1731  -  1732)
- Casimiro Rossi (1733  -  1738)
- Giovanni Rossi, C.R. (1738 -  1750)
- Antonio Sersale (1750 -  1754)
- Isidoro Sánchez de Luna, O.S.B. (1754 - 1759)
- Francesco Saverio Mastrilli, C.R. (1759 -  1777)
- Giuseppe Capecelatro (1778 - 1817)
- Giovanni Antonio de Fulgure, C.M. (1818 -  1833)
- Raffaele Blundo (1835 - 1855)
- Giuseppe Rotondo (Rotundo) (1855 -  1885)
- Pietro Alfonso Jorio (Iorio) (1885 -  1908)
- Carlo Giuseppe Cecchini, O.P. (1909 -  1916)
- Orazio Mazzella (1917 -  1934)
- Ferdinando Bernardi (1935 - 1961)
- Guglielmo Motolese (1962 -  1987)
- Salvatore De Giorgi (1987 -  1990)
- Benigno Luigi Papa, O.F.M. Cap. (1990 -  2011)
- Filippo Santoro (2011 - 2023)
- Ciro Miniero (od 2023)